# Линден (Дитмаршен)
Линден (њем. Linden) општина је у њемачкој савезној држави Шлезвиг-Холштајн. Једно је од 115 општинских средишта округа Дитмаршен. Према процјени из 2010. у општини је живјело 851 становника. Посједује регионалну шифру (AGS) 1051068.

## Географски и демографски подаци
Линден се налази у савезној држави Шлезвиг-Холштајн у округу Дитмаршен. Општина се налази на надморској висини од 23 метра. Површина општине износи 11,6 km². У самом мјесту је, према процјени из 2010. године, живјело 851 становника. Просјечна густина становништва износи 73 становника/km².